# The Millionaire's Hundred Dollar Bill
The Millionaire's Hundred Dollar Bill è un cortometraggio muto del 1915 diretto da William Humphrey.

## Produzione
Il film fu prodotto dalla Vitagraph Company of America.

## Distribuzione
Distribuito dalla General Film Company, il film - un cortometraggio in due bobine - uscì nelle sale cinematografiche statunitensi il 20 marzo 1915 dopo essere stato presentato in prima al Vitagraph Theatre di New York il 14 febbraio 1915.